# Исаев, Ризвангаджи Абдулаевич
Ризвангаджи Абдулаевич Исаев (род. 26 сентября 1960, село Согратль, Дагестанская АССР, СССР) — российский политический и общественный деятель. Депутат Государственной Думы ФС РФ 5-го созыва, был избран от Всероссийской политической партии Единая Россия. Член Комитета Государственной Думы по строительству и земельным отношениям.

## Общая информация
- Дата рождения: 26 сентября 1960 года[2].
- Место рождения: село Согратль Гунибского района.

## Образование
- Новочеркасский политехнический институт (1986).